# Atentát na Napoleona Bonaparta
Atentát na Napoleona Bonaparta je událost z 24. prosince 1800, kdy se skupina roajalistů (tzv. Šuanů) pokusila zabít tehdejšího prvního konzula Napoleona.

## Před atentátem
Ještě před atentátem byli v Pařížské opeře 10. října 1800 zadrženi dva muži s dýkami. Ti se přiznali, že měli v úmyslu Napoleona zabít. Tento pokus o vraždu (tzv. Spiknutí dýk) bylo dílo jakobínů, kteří jej zinscenovali z důvodů údajného Napoleonova zrazování revoluce a republiky. Zadrženými muži byli Joseph-Antoine Aréna a Dominique Demerville, bývalý tajemník výboru pro veřejné blaho.
V polovině prosince téhož roku začala skupina roajalistických Šuanů pod vedením Georgese Cadoudala organizovat plány na další pokus o zabití Napoleona. K akci byli vybráni šuani Pierre de Limoëlan a Pierre de Saint-Régeant. Ti si k akci najali válečného veterána François-Jospeha Carbona.

## Atentát
Dne 17. prosince odjeli atentátníci do Paříže, kde si koupili povoz s oslem a sud, který naplnili střelným prachem a střepy. Jako místo atentátu bylo vybráno Place du Carrousel, konkrétně ulice Saint-Nicaise, kudy měl kočár s Napoleonem projet. Místo atentátu bylo asi 20 metrů od paláce Tuileries. Domluvili se, že de Limoëlan bude stát na druhém odlehlém konci náměstí, kde bude vyhlížet Napoleonův kočár. Ve správnou chvíli dá znamení a de Saint-Régeant s Carbonem zapálí šňůru s prachem a zmizí.
Na štědrý den asi v osm hodin večer vyjel kočár s Napoleonem a jeho ženou Josefínou a několika ministry z Tuileries k Pařížskému divadlu. De Limoëlan, který měl signalizovat, na poslední chvíli zřejmě zaváhal a ačkoli již slyšel kočár přijíždět, nehybně stál.
De Saint-Régeant a Carbon, přestože slyšeli kočár přijíždět, stále čekali na signál. Jakmile se však kočár objevil a de Limoëlan stále nereagoval, oba rychle zapálili šňůru a utekli. Exploze zabila asi 9 lidí a 28 bylo vážně zraněno. Šňůra však byla dlouhá a ztráta sekund se vymstila tak, že Napoleon bez úhony přežil.

## Po atentátu
Zatímco v divadle se Napoleon choval klidně, v Tuilleries se hrozně rozzlobil a nadával na ministra policie Josepha Fouchého, že nebyl schopen spiknutí zamezit.
Při vyšetřování bylo zjištěno, že roajalisté si v Paříži počínali zcela beztrestně. Napoleon zpočátku odmítal uvěřit důkazům a trval na tom, že atentátníky byli jakobíni. Nechal také nařídit, aby spiklenci dýk Aréna a Demerville byli popraveni (přesto se však ukázalo, že pravdu měl Fouché).
Dva týdny po atentátu byl zatčen Carbon, který poté vyzradil své spoluspiklence. Atentátníci byli odsouzeni k trestu smrti a 20. dubna 1801 popraveni na Place de Grève. Jediný de Limoëlan si zachránil život útěkem do Ameriky.